# Achatina achatina
Achatina achatina, cuyo nombre común es caracol tigre gigante de Ghana, también conocido simplemente como caracol tigre gigante es una especie de caracol terrestre de la familia Achatinidae, en el orden Pulmonata. El nombre "Achatina" viene de "achates", palabra del Griego que significa Ágata. Es el caracol más grande del género Achatina y del mundo en general.

## Distribución
Se cree que la especie es nativa de África occidental, desde 160 hasta 300 kilómetros de las costas de Sierra Leona, Liberia, Costa de Marfil, Togo, Benín, Ghana, y Nigeria.
Estos caracoles muy grandes se mantienen como mascotas en el Occidente, donde los propietarios valoran su gran tamaño, sus marcas distintivas y su rareza.
Este caracol, a diferencia de Lissachatina fulica, no provoca enfermedades parasitarias y es totalmente inofensivo para los humanos.

## Descripción

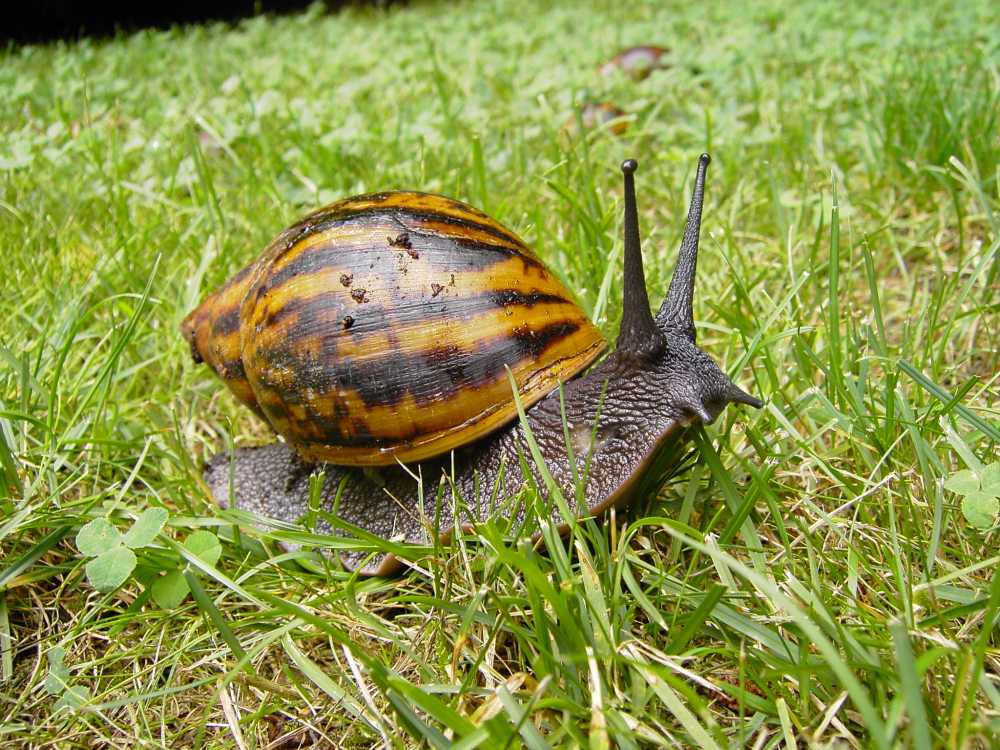
Un caracol arrastrándose por el pasto.

La concha de estos caracoles puede medir 18 cm con un diámetro de 9 cm.  Algunos ejemplares silvestres han llegado a 30×15 cm, haciéndolo el caracol terrestre más grande conocido.

## Ecología

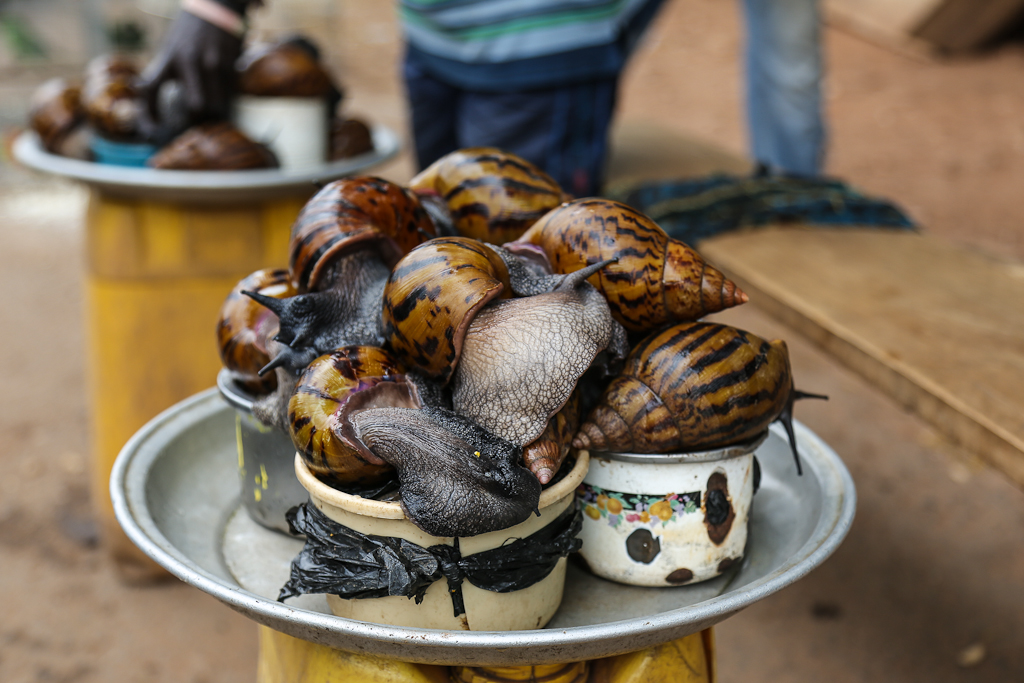
Caracoles recolectados en Ghana para comer

Al igual que todos los gasterópodos del orden Pulmonata, estos caracoles son hermafroditas, teniendo órganos sexuales femeninos y masculinos. Ponen entre treinta y trescientos huevos por puesta. Achatina achatina es una fuente importante de proteínas para las etnias de los bosques de África occidental, y la crianza comercial de estos caracoles promete mucho.